# Combat de La Chapelle-Saint-Aubert
Chouannerie
Batailles
Le combat de La Chapelle-Saint-Aubert a lieu en avril 1794 pendant la Chouannerie.

## Prélude
Le déroulement de ce combat est rapporté par l'officier chouan Toussaint du Breil de Pontbriand, dans ses mémoires. Celui-ci le place aux alentours de juillet 1794, mais il se déroule en réalité en avril,.
D'après son récit, Aimé Picquet du Boisguy est contacté à cette époque par Joseph de Puisaye, un ancien officier fédéraliste réfugié dans la région de Vitré, qui lui demande un entretien,. Du Boisguy propose un rendez-vous à La Chapelle-Saint-Aubert, « sans savoir quel était ce personnage et ce qu'il lui voulait »,. Il s'y rend au jour et à l'heure convenus, mais il ne trouve aucune trace de Puisaye ou de sa suite, « pas même une lettre d'avis »,. Il envoie alors le chevalier de Baillorche à sa recherche avec un détachement, mais ce dernier croise le chemin d'une colonne républicaine qui se lance à sa poursuite,. À peine une demi-heure après son départ, Baillorche rejoint du Boisguy et l'avertit de l'arrivée des républicains,.

## Forces en présence
D'après Toussaint du Breil de Pontbriand, Aimé Picquet du Boisguy commande 300 hommes, tandis que les républicains engagent trois colonnes dans ce combat, la première forte de 500 hommes, la seconde de 400 et la troisième de 1 500,. 

## Déroulement
Selon le récit de Toussaint du Breil de Pontbriand, du Boiguy fait embusquer toute sa troupe « dans les jardins et les champs voisins environnés de fossés, en s'étendant sur le plus grand front possible »,. Lancés à la poursuite de Baillorche, les républicains viennent tomber en désordre dans l'embuscade,. Du Boisguy se jette alors sur eux en criant à ses hommes de le suivre, mais, selon Pontbriand, son pied se prend dans une ronce et il tombe « de l'autre côté d'un fossé », où il reçoit « la décharge de plus de cinquante hommes, sans être atteint »,. Les chouans se précipitent alors sur les républicains en poussant de grands cris et les mettent en fuite après un bref combat au corps-à-corps,.
Les chouans poursuivent les fuyards sur une demi-lieue, mais du Boisguy donne l'ordre de faire halte après avoir été prévenu par un paysan de l'arrivée d'une colonne de 1 500 hommes venus de Fougères ayant été alertés par les coups de feu,. Il rétrograde alors sur La Chapelle-Saint-Aubert, mais il est informé qu'une autre troupe, estimée à 400 hommes, s'est embusquée sur les lieux du précédent combat,. Peu après, une compagnie de 120 grenadiers s'avance sur lui, à sa gauche, en bon ordre, baïonnette au canon,. Leur capitaine somme les chouans de se rendre en leur criant qu'ils sont cernés de toutes parts,. Du Boisguy ordonne alors à Decroix, « son ancien garde-chasse, habile tireur, d'ajuster le capitaine, qui tombe à l'instant, frappé d'une balle à la poitrine, au milieu de ses grenadiers qui s'arrêtent étonnés et indécis »,. Les chouans se jettent alors sur les grenadiers qui prennent la fuite et tombent en désordre sur leurs camarades embusqués à La Chapelle-Saint-Aubert,. Ces derniers prennent la fuite à leur tour et entraînent tout dans leur déroute,. D'après Pontbriand, « une terreur panique semblait s'être emparée d'eux et gagna les troupes qui marchaient à leur secours »,.
Vers 8 heures du soir, du Boisguy tente d'arrêter la poursuite à cause de la tombée de la nuit, mais une partie de ses hommes, menés par le chevalier de Baillorche, tombent à leur tour dans une embuscade près de la ville de Fougères,. Dix chouans sont tués, tandis que le chevalier de Baillorche est pris « au milieu des fuyards qu'il poursuivait trop vivement » et est aussitôt fusillé,.

## Pertes
Selon Toussaint du Breil de Pontbriand, les républicains laissent plus de 300 hommes sur le terrain, tandis que les chouans ont 12 tués, dont le chevalier de Baillorche, et 22 blessés,. 

## Suites
En 1865, dans son Histoire de la Vendée militaire, l'historien royaliste Jacques Crétineau-Joly fait état d'un autre combat qui se serait déroulé à deux lieues de Fougères — soit près de la Chaîne sur la route de Rennes, non loin du bourg de La Chapelle-Saint-Aubert, — le 18 août 1795,,,. Selon lui, Aimé Picquet du Boisguy attaque ce jour-là avec 800 hommes un bataillon de volontaires parisiens, qui avait participé aux exécutions des prisonniers émigrés après l'expédition de Quiberon,,. Du Boisguy se serait alors écrié : « Point de pitié pour les assassins ! Tuez partout ! Ce sont eux qui ont jugé et fusillé à Quiberon »,,,. Le bataillon aurait été pratiquement exterminé lors de ce combat, seuls une cinquantaine d'hommes en auraient réchappé, tandis que corps des républicains tués auraient été mutilés par les femmes et les enfants des environs,,,.
Cependant l'authenticité de ce combat est mis en doute,. Les sources républicaines ne font aucune mention d'un tel affrontement ou de la destruction d'un bataillon dans la région de Fougères à cette époque,. Les registres du district de Fougères et du département d'Ille-et-Vilaine sont muets sur cet épisode,. Du côté royaliste, Toussaint du Breil de Pontbriand ne fait également aucune mention de ce combat dans ses mémoires.